# ViaRhôna
De ViaRhôna is een langeafstandsfietsroute in Frankrijk en een klein deel Zwitserland. De route volgt de loop van de Rhône vanaf het Meer van Genève tot de monding in de Middellandse Zee. De route maakt vanaf Genève deel uit van de EuroVelo EV17 Rhôneroute. Het traject is bewegwijzerd in twee richtingen.

## Traject
De route start aan de zuidzijde van het Meer van Genève op de grens tussen Zwitserland en Frankrijk in Saint-Gingolph. Hier kan worden aangesloten op de EuroVelo EV17 Rhôneroute die samen met de Zwitserse landelijke route 1: Rhone-Route de noordzijde van het meer volgt. De ViaRhôna volgt de zuidzijde en gaat door Genève. Ten zuiden van Genève loopt het fietspad naast de Rhône, of verder weg van de rivier waar dat meer geschikt is om te fietsen. De route gaat deels over bestaande of nieuwe autoluwe straten en paden. 
Omdat grote delen van het pad op oevers van stroomcentralekanalen en de waterkeringsdammen liggen, draagt de waterenergiecentrale-exploitant Compagnie nationale du Rhône ook bij in de kosten van het bouwproject.
Langs het fietspad liggen natuurlijke landschappen, historische plaatsen en bekende bezienswaardigheden. Belangrijke plaatsen onderweg zijn bijvoorbeeld de stad Seyssel met de historische hangbrug over de Rhône en het museum Maison du Haut-Rhône, Chanaz in het departement Savoie aan het Savières-kanaal, de metropool Lyon met het uitgestrekte gebied van het Grand parc de Miribel-Jonage, het openbare stadspark Parc de la Tête d'Or en de bruggen aan de samenvloeiing van de Saône in de Rhône, Vienne in het departement Isère, Tournon-sur-Rhône in het departement Ardèche met het kasteel van Tournon, Avignon in het departement Vaucluse,  en Beaucaire in het departement Gard.
De oostelijke aftakking van de ViaRhôna loopt via Arles (departement Bouches-du-Rhône) naar de monding van de Rhône in de Middellandse Zee bij Port-Saint-Louis-du-Rhône.
De westelijke aftakking van de ViaRhôna loopt westelijk van de Camargue en even langs de Middellandse Zee naar Sète. Dit deel loopt tussen Beaucaire en Sète parallel met de Middellandse Zeeroute die in Sète verder vervolgd kan worden.

## Aansluitingen met Europese routes
- In Saint-Gingolph sluit de route aan op de EuroVelo EV17 Rhôneroute.
- Het gehele traject vanaf Genève naar het zuiden is onderdeel van de EuroVelo EV17 Rhôneroute.
- Tussen Beaucaire en Sète loopt de route parallel met de EuroVelo EV8 Middellandse Zeeroute.

## Aansluitingen met andere fietsroutes
- In Saint-Gingolph sluit de route aan op de Zwitserse landelijke route 1: Rhone-Route.
- In Genève sluit de route aan op de Zwitserse landelijke route 1: Rhone-Route.
- Tussen Saint-Gingolph en Genève loopt de route parallel met de Tour du Léman.